# Cristina D’Avena
Cristina D’Avena (Bologna, 1964. július 6.) olasz énekesnő és színésznő. Televíziós sorozatok és animék főcímdalait énekli, több albuma is megjelent, melyekből közel hatmillió példány kelt el.
Az olasz animerajongók körében főként arról ismert, hogy számos japán és amerikai animációs film főcímdalát énekelte – legalább 120-at, köztük a következőkét: Sailor Moon, Wedding Peach, Pokémon, Ace o Nerae!, Touch, Ai Shite Knight, Attack No. 1, One Piece, Candy Candy, Kodocha, La Seine no Hoshi, Magic Knight Rayearth, Dr. Slump, Nadia: The Secret of Blue Water, Himicu no Akko-csan, Little Women, Kimagure Orange Road, Attacker You!, Glass Mask, Cardcaptor Sakura, Rose of Versailles. A dalok rendszerint nem a japán dalok feldolgozásai, hanem teljesen új dalok, melyeket az anime olasz szinkronjához készítettek. A Mahou no Tenshi Creamy Mami olasz szinkronjához D'Avena nemcsak a főcímdalt énekelte fel, hanem ő Creamy Mami és ellenfele, Megumi Ayase énekhangja is.
D'Avena számos élőszereplős tévésorozat és nyugati rajzfilmsorozat főcímdalát is elénekelte – Count Duckula, The Mask, Én kicsi pónim, Hupikék törpikék, The Snorks, Totally Spies és Jem; ezeket koncertjein is gyakran előadja. Emellett az Ai Shite Knight anime élőszereplős olasz folytatásában ő alakította Licia (Yakko-chan) szerepét. 2000 óta duetteket is énekel Giorgio Vannival.
2009 decemberében jelent meg 12 hagyományos karácsonyi éneket tartalmazó Magia di Natale című albuma, ezen énekel először angolul. A dalok közt szerepel Michael Jackson Childhood című dalának feldolgozása.

## Kislemezek
- 1981
  - Bambino Pinocchio / Instrumental
- 1982
  - Laura / Mon Ciccì
  - Ghimbirighimbi
  - Mon Ciccì / Instrumental (promotional single)
- 1983
  - Lucy / La regina dei mille anni
  - John e Solfami / La scuola dei Puffi
  - New Five Time / Vola Bambino 
  - La canzone dei puffi
- 1984
  - I ragazzi della Senna (Il Tulipano Nero) / Space Runner
  - Là sui monti con Annette / Bum Bum
  - Puffi la la la / A E I O U
  - Georgie / Instrumental
  - Nanà Supergirl / Pollon, Pollon combinaguai
- 1985
  - L'incantevole Creamy / Ciao Ciao
  - Il grande sogno di Maya / Rascal – Il mio amico orsetto
  - Evelyn e la magia di un sogno d'amore / Nuovi amici a Ciao Ciao
  - Kiss me Licia / Che avventure a Bim Bum Bam con il nostro amico Uan
  - Le avventure della dolce Katy / Lo strano mondo di Minù
  - Occhi di gatto / Instrumental
  - Che bello essere un Puffo / Notte Puff
  - Arrivano gli Snorky / Ciao siamo gli Snorky
  - Kiss me Licia / Instrumental (promotional single)
- 1986
  - Memole dolce Memole / Instrumental
  - Mila e Shiro due cuori nella pallavolo / Lovely Sara
  - Magica, magica Emi / Holly e Benji due fuoriclasse
  - Love me Licia / Il mago di Oz
  - Noi Snorky Incontrerai / Sempre sognerai
  - David Gnomo amico mio / Dai vieni qui David
  - Puffa di qua, puffa di là / Buon compleanno Grande Puffo
  - Alla scoperta di Babbo Natale / Ninna nanna di Brahms
- 1987
  - Vola mio mini pony / Instrumental
  - Sandy dai mille colori / Lupin, l'incorreggibile Lupin
  - Licia dolce Licia / Juny peperina inventatutto
  - Pollyanna / Instrumental
  - Alice nel paese delle meraviglie / Instrumental
  - Jem / Gli Amici Cercafamiglia
  - Piccola bianca Sibert / Sibert
  - Teneramente Licia / Quando arrivi tu
  - Maple Town: un nido di simpatia / Patty e Bobby (Chi trova un vero amico)
  - Ogni Puffo pufferà / Madre Natura
  - Princesse Sarah / Instrumental
- 1988
  - Hilary / Denny
  - Che famiglia è questa Family! / Fufur superstar
  - Balliamo e cantiamo con Licia / Rimboccata dalla luna la città già dorme
  - Principessa dai capelli blu / Kolby e i suoi piccoli amici
  - Una per tutte, tutte per una / Una sirenetta fra noi
  - Siamo quelli di Beverly Hills / Lady Lovely
  - Palla al centro per Rudy / Prendi il mondo e vai
  - Viaggiamo con Benjamin / Ben Benjamin
  - Arriva Cristina / Riuscirai
  - Puffi qua e là / Puffa una canzone
- 1989
  - D'Artagnan e i moschettieri del re / Instrumental
  - Milly un giorno dopo l'altro / È quasi magia, Johnny!
  - Siamo fatti così – Esplorando il corpo umano / Questa allegra gioventù
  - Evviva Palm Town / Instrumental
  - Cristina / Instrumental
  - Ti voglio bene Denver / Piccolo Lord
  - Conte Dacula / Ciao io sono Michael
  - I Puffi sanno / Instrumental
  - Dolce Candy / Teodoro e l'invenzione che non va
  - Sabato al circo / Instrumental
- 1990
  - Bobobobs / Instrumental
  - Alvin rock'n roll / Instrumental
  - Zero in condotta/ Un mondo di magia
  - Le avventure di Teddy Ruxpin / Instrumental
  - Cri Cri/ Instrumental
  - Al circo, al circo / Instrumental
  - Niente paura, c'è Alfred!/ Instrumental
  - Amici Puffi / Instrumental
- 1991
  - Peter Pan/ Instrumental
  - Papà gambalunga/ Instrumental
  - Il mistero della pietra azzurra/ Instrumental

## Albumok
| - 1982 - Do re mi... five – Cantiamo con Five - Bambino Pinocchio e i suoi amici in Tv - I Puffi - 1983 - Fivelandia - Le canzoni dei Puffi - 1984 - Fivelandia 2 - La banda dei Puffi - W la Tv - 1985 - Fivelandia 3 - 1986 - Kiss me Licia e i Bee Hive - Fivelandia 4 - CantaSnorky - David Gnomo amico mio - Love me Licia e i Bee Hive - Memole dolce Memole (promóciós kazetta) - 1987 - Mio Mini Pony - Puffiamo all'avventura - Cristina D'Avena con i tuoi amici in Tv - Licia dolce Licia e i Bee Hive - Fivelandia 5 - Teneramente Licia e i Bee Hive - Maple Town: un nido di simpatia - Piccola, bianca Sibert - Fivelandia Collection (3 LP/TP) - Fivelandia Tv (VHS) - 1988 - Cristina D'Avena e i tuoi amici in Tv 2 - Balliamo e cantiamo con Licia - Fivelandia 6 - Arriva Cristina - Palla al centro per Rudy - Viaggiamo con Benjamin - Les feuilletons de la cinq Jeunesse - Fivelandia Tv 2 (VHS) - 1989 - Cristina D'Avena e i tuoi amici in Tv 3 - Cristina - Fivelandia 7 - Tele Jeunesse, 18 chansons originales La cinq 5 - 1990 - Cristina D'Avena e i tuoi amici in Tv 4 - Cri Cri - Fivelandia 8 - 1991 - Cristina D'Avena e i tuoi amici in Tv 5 - Fivelandia 9 - Cristina, l'Europa siamo noi - Bim Bum Bam – Vol. 1 - Bim Bum Bam – Vol. 2 - Il meglio di Licia e i Bee Hive - Fivelandia Tv (VHS) - Fivelandia Tv – I grandi successi di Fivelandia (promóciós kazetta) - Cristina per noi (VHS) - Cristina per noi (promóciós kazetta) - 1992 - Fivelandia 10 - Le più belle canzoni di Cristina D'Avena – Vol. 1 (promóciós kazetta) - Le più belle canzoni di Cristina D'Avena – Vol. 2 (promóciós kazetta) - Cantiamo con Cristina – Che avventura! (VHS) - Cantiamo con Cristina – Che avventura! (promóciós kazetta) - Cantiamo con Cristina – Cuccioli in erba (VHS) - Cantiamo con Cristina – Cuccioli in erba (promóciós kazetta) - 1993 - Cristina D'Avena e i tuoi amici in Tv 6 - Fivelandia 11 - I successi di Cristina – Vol. 1 - I successi di Cristina – Vol. 2 - Le Canzoni dei Puffi - Le Canzoni di Licia - Cantiamo con Cristina – Per crescere insieme (VHS) - Cantiamo con Cristina – Un mondo di amici (VHS) - 1994 - Cristina D'Avena e i tuoi amici in Tv 7 - Cristina canta Disney - Fivelandia 12 - 1995 - Cristina D'Avena e i tuoi amici in Tv 8 - Fivelandia 13 - 1996 - Cristina D'Avena Dance - Cristina D'Avena e i tuoi amici in Tv 9 - Fivelandia 14 - RTI music maggio 1996 cd promo radio - 1997 - Cristina D'Avena e i tuoi amici in Tv 10 - Cristalli, Petali e Misteri per Sailor Moon - Fivelandia 15 - Cristina canta Disney (Reprint of the 1994's) - Cristina D'Avena Baby Mix (reprint of "Cristina D'Avena Dance") - Un'avventura al giorno - L'amore è magia - Le fiabe più belle - Un mondo di amici - Prendi il mondo e vai - Tira e molla compilation - Tira e molla e altre sigle Tv | - 1998 - Cristalli, petali e misteri per Sailor Moon - Cristina D'Avena e i tuoi amici in Tv 11 - Fivelandia 16 - Nel meraviglioso mondo degli gnomi (promóciós kazetta) - 1999 - Cristina D'Avena e i tuoi amici in Tv 12 - Fivelandia 1999 - Siamo tutti campioni - Quattro zampe e... - Amiche del cuore - 2000 - Cristina D'Avena e i tuoi amici in Tv 13 - Fivelandia 18 - Pokémon Cartoons Dance Compilation - Megacartoons - 2001 - Cristina D'Avena e i tuoi amici in Tv 14 - Fivelandia 19 - Cartuno - 2002 - Le canzoni più belle (promóciós CD) - Cristina D'Avena e i tuoi amici in Tv 15 - Fivelandia 20 - Cartuno – Parte 2 - Cristina D'Avena Greatest Hits (2 CD/TP) - 2003 - Cristina D'Avena Greatest Hits – Vol. 1 (a Cristina D'Avena Greatest Hits első lemezének új kiadása) - Cristina D'Avena Greatest Hits – Vol. 2 (a Cristina D'Avena Greatest Hits második lemezének új kiadása) - Cristina D'Avena e i tuoi amici in Tv 16 - Hamtaro piccoli criceti, grandi avventure - Fivelandia 21 - Cartuno – Parte 3 - Baby party 2 - Baby party 3 - 2004 - Cristina D'Avena e i tuoi amici in Tv 2004 - Cartoon Story (5 CD) - Fivelandia 22 - Cartuno – Parte 4 - Baby party 4 - Cartoon parade (promóciós CD) - 2005 - Cristina D'Avena e i tuoi amici in Tv 18 - Cartoonlandia Boys (3 CD) - Cartoonlandia Girls (3 CD) - A tutto bimbi (3 CD) [A tutto bimbi/Cartuno 2/Cartuno 3] - 2006 - Fivelandia 1 & 2 (2 CD) - Fivelandia 3 & 4 (2 CD) - Fivelandia 5 & 6 (2 CD) - Fivelandia 7 & 8 (2 CD) - Fivelandia 9 & 10 (2 CD) - Mirmo - Cristina D'Avena e i tuoi amici in Tv 19 - Viva i bimbi (3 CD) [Cartuno 4/Pokémon cartoons dance compilation/Nel segno di Winx] - Il valzer del moscerino - Wonder Girls - The Master Saga - Mundial Goal - Cristina D'Avena Baby Mix (reprint of the 1997's) - Cristina canta Disney (reprint of the 1994's) - Hamtaro piccoli criceti, grandi avventure (reprint of the 2003's) - Le Canzoni dei Puffi (reprint of the 1993's) - Puffiamo all'avventura (reprint of the 1987's) - Fivelandia 1 (reprint of the 1983's) - Fivelandia 2 (reprint of the 1984's) - Fivelandia 3 (reprint of the 1985's) - Fivelandia 4 (reprint of the 1986's) - Fivelandia 5 (reprint of the 1987's) - Fivelandia 6 (reprint of the 1988's) - Fivelandia 7 (reprint of the 1989's) - Fivelandia 8 (reprint of the 1990s) - Fivelandia 9 (reprint of the 1991's) - Fivelandia 10 (reprint of the 1992's) - Il meglio di Cartoon music (promóciós CD) - Crocodile music (2 CD) - Le canzoni di Nonna Pina (2 CD) - Le canzoni di Nonna Pina Special (3 CD) - Cartoonlandia boys & girls story (3 CD) - 2007 - 44 gatti e tante altre - Che magia! - I nostri eroi - Il mondo delle favole - Impariamo e scopriamo - Mostri, streghe e vampiri - Nel mondo degli gnomi - Principi e principesse - Superstars - Le canzoni di Nonna Pina Greatesthits (2 CD) - Cristina D'Avena e i tuoi amici in Tv 20 - 2008 - Cristina D'Avena e i tuoi amici in Tv 21 |

## Dalai 1981 óta
| - 1981 - Bambino Pinocchio (a Pinocchio sorozatból) - 1982 - Laura - Tutti abbiamo un cuore (a Piccole Donne sorozatból) - Mon Ciccì - Ghimbirighimbi - 1983 - John e Solfami - La scuola dei Puffi - Lucy (a Lucy-May sorozatból) - La regina dei mille anni - I ragazzi della Senna (a Il Tulipano Nero sorozatból) - Canzone dei Puffi - New Five Time (a Five Time tévéműsorból) - 1984 - Puffi la la la (single version) - Puffi la la la (album version) - Pollon, Pollon combinaguai - Nanà Supergirl - Là sui monti con Annette (from the series Sui monti con Annette) - Bum Bum (sigla della serie animata Bun Bun) - Georgie - A E I O U - La scuola dei Puffi - 1985 - Che bello essere un Puffo - Notte Puff - Evelyn e la magia di un sogno d'amore - Le avventure della dolce Katy - Lo strano mondo di Minù - Rascal – Il mio amico orsetto - Kiss me Licia - Occhi di gatto - L'incantevole Creamy - Arrivano gli Snorky - Ciao Ciao - Il grande sogno di Maya - Il mio gatto Giuliano - Andrea e Giuliano - 1986 - Love me Licia - Mila e Shiro due cuori nella pallavolo - Magica, magica Emi - Il mago di Oz - Noi Snorky incontrerai - David Gnomo amico mio - Puffa di qua, puffa di là - Buon compleanno Grande Puffo - Memole dolce Memole - Lovely Sara - Princesse Sarah (French version of "Lovely Sara") - Alla scoperta di Babbo Natale - Ninna nanna di Brahms - La ninna nanna di Licia - Natale con Licia - L'isola speciale - Snorkylandia - Guarda come sbuffa, guarda come soffia - Impara a sorridere - Tic toc tic che ora è? - Noi ridiamo, noi cantiamo - Bollicina - Ricorda che - Ciao siamo gli Snorky - Sempre sognerai - Slizvaiz - Uno gnomo - Dai vieni qui David - Licia dolce Licia - Noi, insieme noi - Andrea - Puffiamo un, due, tre all'avventura - Madre Natura - Oh, oh Baby Puffo oh - Un due tre l'orchestra c'è - Vanità, vanità - Oh Gargamella... ahi, ahi! - Sempre allegri - Puffa una canzone - La magia è sempre qua - Puffiamo un girotondo - Magica Canzone - 1987 - Teneramente Licia - Jem - Pollyanna - Alice nel paese delle meraviglie - Gli Amici Cercafamiglia - Sandy dai mille colori - Piccola bianca Sibert - Vola mio mini Pony - Maple town: un nido di simpatia - Ogni Puffo pufferà - Juny peperina inventatutto - La poesia sei tu - Un sogno aspetta noi - Amore mio - Se penso a te - Quando arrivi tu - Pinguini - Magica Sibert - Sibert dolce amica mia - I pinguini - Dai resta qui con noi - Dolce Sibert - Sibert - Grafite - Tommy - Una vera amica - Lassù nel cielo volerai - Negli occhi brillano le stelle - Vieni, dai vieni con noi - La strada d'argento - Chi ha visto il vento? - Il fiore fiorirà - Guarda, guarda bene - Patty e Bobby (Chi trova un vero amico) - Quando arriverai a Maple Town - Oh luna amica mia - Vieni al mare dai - Quando un giorno tu crescerai - Che festa si farà - C'è amore in ogni cosa - Maple Town di meglio non c'è! - 1988 - Hilary - Che famiglia è questa Family! - Fufur superstar - Denny - Lady Lovely - Balliamo e cantiamo con Licia - Il silenzio è... - Malinconia - Con la primavera nel cuore - Pensare e sentire con te - Rimboccata dalla luna la città già dorme - Arriva Cristina - Siamo quelli di Beverly Hills - Una per tutte, tutte per una - Puffi qua e là - Una sirenetta fra noi - Viaggiamo con Benjamin - Palla al centro per Rudy - Prendi il mondo e vai - Principessa dai capelli blu - Kolby e i suoi piccoli amici - Day by day - In un ricordo c'è - Un amico - Riuscirai - Nasce un sogno - Meravigliosa libertà - Sensazioni - Tanto amore - Insieme - Fantasia - Oh oh oh Ruggine - Pianeta piccino - Taca-taca chun-chun - Per te Benjamin - Ben-Benjamin - Mia dolce Agnese - Il giudice di pace - C'è la partita - Le scarpe al chiodo appenderai - Che grande goleador - Rudy siamo tutti qui per te - Alé-oo - L'allenamento - Sempre attento al regolamento - Forse diverrai un campione - 1989 - Milly un giorno dopo l'altro - È quasi magia, Johnny! - D'Artagnan e i moschettieri del re - Siamo fatti così – Esplorando il corpo umano - Sabato al circo - Evviva Palm Town - Conte Dacula - Questa allegra gioventù - I Puffi sanno - Ciao io sono Michael - Cristina - Ti voglio bene Denver - Piccolo Lord - Denny - Dolce Candy - Teodoro e l'invenzione che non va - Una grande città - Rimani te stesso - Guarda un po' più in là - Aspettiamo te - Dire di sì, dire di no - Noi vorremmo - Videogame - Che segreti hai - Domande, risposte - Evviva l'allegria - 1990 - Bobobobs - Zero in condotta - Alvin rock'n'roll - Un mondo di magia - Al circo, al circo - Le avventure di Teddy Ruxpin - Cri Cri - Amici Puffi - Dinosaucers - Grande, piccolo Magoo - Niente paura, c'è Alfred! - Super Mario - Jenny, Jenny - Dai parla un po' con noi - Belli dentro - Crescerai - Precipitevolissimevolmente - Voci - Fai così, fai cosà - Tredici anni - Provaci pure tu - Ci vuol coraggio - Promesse - Gioventù - Buon Natale - 1991 - Peter Pan - Benvenuta Gigì - I Tenerissimi - Pippo e Menelao - Scuola di Polizia - Conosciamoci un po' - Un regno incantato per Zelda - Il libro della giungla - Ciao Sabrina - Il mistero della pietra azzurra - I nonni ascoltano - Papà gambalunga - Bravo Molière - L'Europa siamo noi - Dolceluna - Luna Party - Mille luci nel bosco - D'Artacan - Esci dal tuo guscio - La solitudine - Chi lo sa che moda andrà - Parla coi tuoi genitori - L'indifferenza - W la mountain bike - Non voltarti di là - Primo amore - Siamo tutti equilibistri - 1992 - Robin Hood - Bentornato Topo Gigio - C.O.P.S. Squadra anticrimine - Tutti in scena con Melody - Com'è grande l'America - Cantiamo con Cristina - Il ritorno di D'Artacan - Cristoforo Colombo - Forza Campioni - Bonjour Marianne - Michel Vaillant: tute, caschi e velocità - Diventeremo famose - Il mio amico Huck - Che papà Braccio di Ferro! - 1993 - Gemelli nel segno del destino - Una spada per Lady Oscar - James Bond Junior - Tazmania - Mary e il giardino dei misteri - Batman - L'isola del corallo - L'ispettore Gadget - Gli orsetti del cuore - Principe Valiant - Widget, un alieno per amico - A tutto goal - I mille colori dell'allegria - Riscopriamo le Americhe - Il gatto con gli stivali - 1994 - Bibbidi – bobbidi – bu - Un poco di zucchero - Una stella cade - Ehi oh! - La – la lu - Supercalifragilistic-espiralidoso - I tre porcellini - I sogni son desideri - Impara a fischiettar - Il mondo è mio (with Vincenzo Draghi) - T-Rex - Una scuola per cambiare - Una sirenetta innamorata - Cantiamo insieme - Sophie e Vivianne: due sorelle e un'avventura - Moominland: un mondo di serenità - Le voci della savana - 80 sogni per viaggiare - L'isola della piccola Flo - Un videogioco per Kevin - Fiocchi di cotone per Jeanie - Sonic - All'arrembaggio Sandokan! - Martina e il campanello misterioso - Un complotto tra le onde del mare - Biancaneve - Una classe di monelli per Jo - Spank, tenero rubacuori | - 1995 - Grandi uomini per grandi idee - Sailor Moon - Le fiabe più belle - I viaggi di Gulliver - Zorro - Junior, pianta mordicchiosa - Mighty Max - Chi viene in viaggio con me? - Mary Bell - Tanto tempo fa... Gigì - Alla ricerca del cristallo arcobaleno - 5 amici sottosopra - Parola d'ordine arriviamo - Sailor Moon, la luna splende - Mimì e la nazionale di pallavolo - Chiudi gli occhi e sogna - Mostri o non mostri.. Tutti a scuola - Che campioni Holly e Benji!!! - Brividi e polvere con Pelleossa - I segreti dell'isola misteriosa - 1996 - Sailor Moon (dance version) - Occhi di gatto (dance version) - Mimì e la nazionale di pallavolo (dance version) - Siamo fatti così – Esplorando il corpo umano (dance version) - Dolce Candy (dance version) - Mila e Shiro due cuori nella pallavolo (dance version) - Che campioni Holly e Benji!!! (dance version) - Kiss me Licia (dance version) - Canzone dei Puffi (dance version) - Sailor Moon e il cristallo del cuore - Belle e Sebastien - Che magnifico campeggio - Tutti in viaggio verso Pandalandia - Allacciate le cinture, viaggiando s'impara! - Ruy il piccolo Cid - Ann e Andy: due buffi amici di pezza - C'era una volta - Noddy - Peter e Isa un amore sulla neve - Cupido - Sailor Moon e il mistero dei sogni - Un fiocco per sognare, un fiocco per cambiare - Cucciolandia - Un oceano di avventure - The Mask - Calimero - I fantastici viaggi di Fiorellino - Puffa un po' di arcobaleno - Un regno magico per Sally - È un po' magia per Terry e Maggie - Pollicina - 1997 - Petali di stelle per Sailor Moon - Chi la fa l'aspetti! - Piccoli problemi di cuore - Lisa e Seya un solo cuore per lo stesso segreto - Alé alé alé, o-o - Pennellate di poesia per Madeline - Caccia al tesoro con Montana - Quattro amici per una missione intorno al mondo - Dabadabady Casper - Trucchi, magie e illusioni per una dolce principessa - Indagini a 4 zampe - Girovagando nel passato - Un passo dopo l'altro sulle strade di Gesù - Simba: è nato un re - Una porta socchiusa ai confini del sole - Mortadello e Polpetta: la coppia che scoppia - Barney - Spicchi di cielo tra baffi di fumo - Notizie da prima pagina - L'isola del tesoro - Un incantesimo dischiuso tra i petali del tempo - Le magiche ballerine volanti - Mille note in allegria con la Mozart Band - Cenerentola - Pazze risate per mostri e vampiri - 1998 - Beethoven - I fantastici viaggi di Sinbad - Le redini del cuore - Nel covo dei pirati con Peter Pan - Tra le onde del lago incantato - Space goofs: vicini troppo vicini - Ace Ventura - Giù la maschera Duca Filippo - Alf - Mare, sole e... Costa - Tante fiabe nel cassetto - Pippi Hurrà - Scodinzola la vita e abbaia l'avventura con Oliver - Robinson Bignè - Nel meraviglioso mondo degli gnomi - È piccolo, è bionico, è sempre Gadget - Yoghi, salsa e merende - Col vento in poppa verso l'avventura - Curiosando nei cortili del cuore - Un alveare di avventure per l'ape Magà - Il Natale è (The First Noel) - 1999 - Sale e Pepe - Un uragano di goal - Ascolta sempre il cuore Remì - Imbarchiamoci per un grande viaggio - Bad Dog: un cane che più cane non c'è - In che mondo stai Beetlejuice - Un fiume di avventure con Huck - Starla e le sette gemme del mistero - Un vagone di desideri e un'ondata di guai per Nick - Nel tunnel dei misteri con Nancy Drew e gli Hardy Boys - Cupido pizzicacuori - Fiabissime - Pesca la tua carta Sakura - Un tritone per amico - Una giungla di avventure per Kimba - Tex Avery Show - Il mondo incantato dei Pocket Dragons - Il laboratorio di Dexter - Hello Sandybell - Molla l'osso Briscola - Occhio ai fantasmi - 2000 - Sabrina - Emily e Alexander: che tipi questi topi - Qua la zampa Doggie - Oscar e le sette note perdute - Anatole - Anthony formidabile formica - Il parco di Giacomo - I tanti segreti di un cuore innamorato - Temi d'amore fra i banchi di scuola - Fantaghirò - Rossana - Pepin, un piccolo eroe per una grande leggenda - Un mostro tutto da ridere - Una foresta incantata per Katia e Carletto - Stilly e lo specchio magico - Tiritere e ghirigori per due topi in mezzo ai fiori - Ai confini dell'universo - Picchiarello - Si salvi chi puo'! Arriva Dennis - Sabrina - Pocahontas - 2001 - Always Pokémon - Papyrus e i misteri del Nilo - Pirati si nasce - What a mess Slump e Arale - Sakura, la partita non è finita - Super Elvis la stella del rock - Marsupilami - Ughetto cane perfetto - Il gatto col cappello - Fancy Lala - Supermodels - Neteb, principessa del Nilo - Pokémon, the Johto Champions League - Luna, principessa argentata - Spie, missioni e coccodrilli: s.o.s. Croco - All'arrembaggio! - Milly, vampiro per gioco - Che baby-sitter questa mummia! - Carnaby Street - Roswell Conspiracies - Arriva Paddington! - Mostruosi Marziani - Franklin - 2002 - Magica Doremì - Vita da streghe - Mack, ma che principe sei? - A scuola di magie - I colori del cuore - Dixan per la scuola - Kipper - Tutti all'arrembaggio - Hamtaro piccoli criceti, grandi avventure - Ma che magie Doremì! - Roma, un grande impero - Roba da gatti - Prezzemolo - Flint a spasso nel tempo - Bambino Pinocchio (2002 version) - 2003 - Che Magnifiche Spie! - Draghi e Draghetti - Doraemon - Maggie e l'incredibile Birba - Angelina Ballerina - SimsalaGrimm - Hamtaro piccoli criceti, grandi avventure (Latin version) - Doredò Doremì - Una miss scacciafantasmi - Belfagor - Un'avventura fantastica - Pokémon: Master Quest - Yui, ragazza virtuale - Sherlock Holmes indagini dal futuro - Gladiator's Academy - Quella strana fattoria (Saban's Monster Farm) - Kara Paola (Song from Radio DeeJay) - Hamtaro ham ham friends - Piccola Bijou - Il suo nome è Ghiotto - Panda - Il ballo di Timidy e Sciarpina - Ma chi vincerà fra Tricky e Damerino - Ma chi vincerà fra Tricky e Damerino (remix) - Ninna nanna Ronfo - 2004 - Mew Mew amiche vincenti - Pokémon Advanced - Holly e Benji forever - Gira il mondo Principessa Stellare - Webdiver - Mille emozioni tra le pagine del destino per Marie Yvonne - Sagwa - Gadget e Gadgettini - Kiss me Licia (remix 2004) - Mila e Shiro due cuori nella pallavolo (remix 2004) - Canzone dei Puffi (remix 2004) - Occhi di gatto (remix 2004) - 2005 - Teo and Friends - Mirmo - Camilla - Rima - Alessia - Rima e Mirmo insieme - Camilla e Fabrizio - 2006 - Pokémon: Advanced Battle - Grog di Magog - Kirby - Il valzer del moscerino - Il caffè della Peppina - Le tagliatelle di Nonna Pina - Cocco e Drilli - 44 gatti - La sveglia birichina - Volevo un gatto nero - Dagli una spinta - Il pulcino ballerino - La Nave Gelsomina Dirindirindina - Il Torero Camomillo - Fammi crescere i denti davanti - Il Pinguino Belisario - Popoff - Il coccodrillo come fa? - Pokémon Chronicles - La zanzara - Il gatto puzzolone - Metti la canottiera - Ciribiricoccola - Cin cin pon pon - 2007 - Innamorati dentro un film - Dolce piccola Remì - Wonder Bevil - Zip e Zap - Faireez - Le avventure di Piggley Winks - Hamtaro - Pokémon Diamante e Perla |

## Külső hivatkozások
- Cristina D'Avena hivatalos weboldala